# STS-83
STS-83は、スペースシャトルコロンビアのミッションである。

## 乗組員
- 船長 - ジェームズ・ハルセル (3)
- 操縦士 - スーザン・スティル（英語版） (1)
- ミッションスペシャリスト1 - ジャニス・E・ヴォス(3)
- ミッションスペシャリスト2 - マイケル・ガーンハート（英語版） (2)
- ミッションスペシャリスト3 - ドナルド・トーマス（英語版） (3)
- ペイロードスペシャリスト1 - ロジャー・クラウチ（英語版） (1)
- ペイロードスペシャリスト2 - グレゴリー・リンテリス（英語版） (1)

## ミッションハイライト

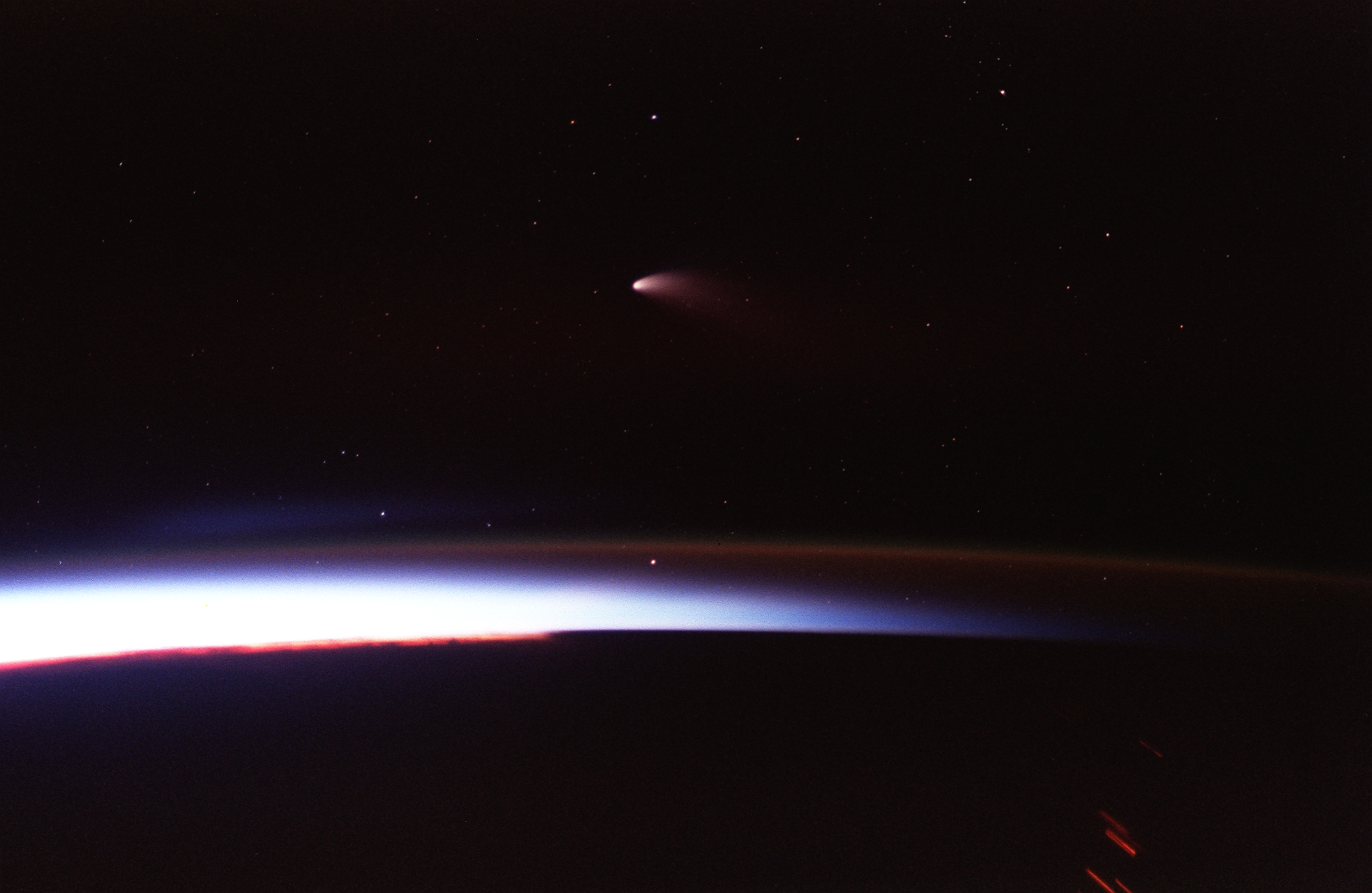
シャトルから見たヘール・ボップ彗星

このミッションは、1997年4月4日に打ち上げられ、元々15日16時間行われる予定だったが、燃料電池の問題により短縮され、打上げから3日23時間後の4月8日に着陸した。NASAは、1997年7月1日に打上げ予定のSTS-94で再度このミッションを行うことを決定した。
STS-83の主要なペイロードは、Microgravity Science Laboratory (MSL)であった。MSLは、国際Microgravity Laboratoryミッション（STS-42のIML-1、STS-65のIML-2）、米国のMicrogravity Laboratoryミッション（STS-50のUSML-1、STS-73のUSML-2）、日本のSpacelabミッション（STS-47のSpacelab-J）とSpacelab Life and Microgravity Scienceミッション（STS-78のLMS）、ドイツのSpacelabミッション（STS-61-AのD-1、STS-55のD-2）からなる国際共同プロジェクトで作られた。
MSLは、4つの主要な施設で19の材料実験が行われている。施設には、Large Isothermal Furnace、EXpedite the Processing of Experiments to the Space Station (EXPRESS) Rack、Electromagnetic Containerless Processing Facility (TEMPUS)、 Coarsening in Solid-Liquid Mixtures (CSLM)、Droplet Combustion Experiment (DCE)、Combustion Module-1 Facility等がある。さらに、マーシャル宇宙飛行センターで開発されたMiddeck Glovebox (MGBX)では技術実験が行われ、High-Packed Digital Television (HI-PAC DTV)システムで丸いチャンネルのリアルタイムアナログビデオが撮影された。
Large Isothermal Furnaceは、宇宙開発事業団がSTS-47のSpacelab-Jミッションのために開発したもので、STS-65のIML-2ミッションでも運ばれた。シアセル法の拡散係数測定実験、液体金属及び合金の拡散実験、液体鉛-スズ-テルル中の拡散実験、イオン化金属中の不純物拡散実験、液相焼結II実験(LIF)、融解半導体中の拡散過程実験(DPIMS)等が行われた。
NASAのグレン研究センター（当時はルイス研究センター）が開発したCombustion Module-1 (CM-1)では、Laminar Soot Processes ExperimentとStructure of Flame Balls at Low Lewis-number Experiment (SOFBALL)が行われた。
Droplet Combustion Experiment (DCE)は、液滴の大きさが2mmから5mmの範囲で、異なる圧力、周辺酸素濃度の下で、1つの液滴の基礎的な燃焼の様子を研究するために設計された。DOEの装置は、カーゴベイ内の1つ分の幅のMSLラックに組み込まれた。
EXPRESSラックは、スペースハブのダブルラックを置き換えるもので、このラックが宇宙ステーションに提供していたのと同じ構造と資源への接続性を提供する。Physics of Hard Spheres (PHaSE)実験とAstro/PGBA実験が行われる。
Electromagnetic Containerless Processing Facility (TEMPUS)は、異なる流動様式での核生成実験、過冷却液体中での先端材料の熱物理的性質の実験、振動液滴技術を用いた液体と過冷却合金の表面張力の測定実験、合金過冷却実験、地球及び宇宙実験室内における純ニッケルと希薄ニッケル-炭素合金上のデンドライト成長速度による形態安定性研究の実験、過冷却合金の短範囲規則性実験、過冷却状態でのガラス形成合金の熱膨張実験、ガラス形成金属液体のAC熱量測定と熱物理的性質実験、過冷却液体金属の表面張力及び粘度測定実験等に用いられる。
また他に微小重力を測定する実験もある。これには、space acceleration measurement system (SAMS)、microgravity measurement assembly (MMA)、quasi-steady acceleration measurement system、orbital acceleration research experiment (OARE)等がある。
MGBX施設では、bubble and drop nonlinear dynamics (BDND)実験、capillary-driven heat transfer (CHT)装置の微小重力環境での基本的操作の研究、internal flows in a free drop (IFFD)実験、fiber-supported droplet combustion (FSDC-2)実験等が行われた。

## 再飛行
```
打上前からミッション前半にかけて、地上の飛行管制官は、3つあるうちの2番目の燃料電池が、爆発につながりうる酸素と水素の制御不能な混合が始まっているのをモニターしていた。トラブルシューティングにもかかわらず、状況はさらに悪くなっていった。飛行規則では、一度電圧の閾値を超えた燃料電池は停止しなければならない。また3つのうち2つの燃料電池のみが動いている状況は、別の飛行規則にも抵触し、早期にミッションを終了させる必要があった（2つ目の燃料電池が故障すると、深刻で危険な出力低下が生じるため、スペースシャトルは通常は2つの燃料電池で運用される）。ペイロードスペシャリストの
グレゴリー・リンテリス
は、このミッションを「危機管理の練習。メインのバスアラームはずっと鳴っていた」と語っている。
```

宇宙飛行士のクリス・ハドフィールドは、STS-83のCAPCOMを務めていた。彼は、ミッションを中止するというNASAの決定を、宇宙飛行士の安全を守るために飛行規則知識体系を適用した良い例として挙げ、「飛行規則の美点は、我々が難しい選択を迫られた時に明白になる。実際の時には、チャンスをつかむ誘惑は常に高い。しかし、飛行規則は明白であり、シャトルは地球に戻らなければならなかった」と語った。
着陸すると、ミッションマネージャーは、コロンビアは通常のミッション維持フロー通りに終了させる必要はないと判断した。その代わり、通常の処理（燃料タンクの補充、酸素や水素、窒素、水等のその他の消耗品の補充、メインエンジンSSMEの交換等）が終わると、前例のない再飛行を指示した。3か月後の1997年7月、同じ乗組員がSTS-94（当時利用可能な次の未使用のシャトル番号）と番号が付けられた再飛行を行った。ミッション記章は、外縁の色を赤から青に変え、番号を83から94に更新する変更が加えられた。